# Slutare
Slutaren är den del av kameran som under en given tid tillåter att ljus når den ljuskänsliga ytan som registrerar bilden. Den inställda slutartiden bestämmer hur länge slutaren är öppen och därmed hur mycket ljus som registreras. De allra enklaste digitalkamerorna har ingen egentlig slutare utan denna funktion utförs elektroniskt i bildsensorn.

## Olika typer av slutare
Tidiga enkla mekaniska kameror hade en enkel slutare i form av ett hål som täcktes över med ett metallbleck som sveptes undan under exponering, eller två lameller som gick isär och ihop igen. Dessa kameror hade typiskt fast optik i form av en enkellins och sålunda kan dessa slutare inte riktigt klassas inom den betydligt mer sofistikerade centralslutaren, trots viss likhet. 

### Fokalplansslutare
Fokalplansslutaren sitter mycket nära fokalplanet där bilden projiceras, alltså precis framför filmen eller sensorn. Den brukar vara utförd som en ridåslutare med två ridåer, vilka under slutarens arbetsförlopp öppnar respektive stänger (båda ridåerna rör sig åt samma håll). 
Ridåerna rör sig med samma hastighet över bildytan oberoende av exponeringstid. Exponeringstidens längd bestäms i stället av den springa som bildas mellan ridåerna och sveper över bildytan. På detta sätt belyses varje punkt i bilden bara en bråkdel av den tid som slutaren är i arbete. Vid korta tider öppnar den första ridån och nära efter följer den andra ridån som stänger varvid en smal spalt uppstår som sveper över bilden. Med ridåslutare kan därför mycket korta slutartider åstadkommas, 1/2000 sekund eller kortare. Spalten mellan ridåerna kan inte göras hur smal som helst på grund av diffraktion. 
Vid längre exponeringstider är hela bildytan samtidigt utsatt för ljus, innan den andra ridån börjar stänga. Den kortaste av dessa tider, när alltså den andra ridån börja stänga precis när den första har öppnat, är den kortaste tid som slutaren kan synkroniseras med en blixt. För ridåslutare som rör sig horisontellt längs bildens långa axel är denna tid ungefär 1/60 sekund och för ridåslutare som rör sig vertikalt längs bildens korta axel ungefär 1/125 sekund. Med elektroniskt styrda ridåslutare kan ännu kortare tider nås, till exempel 1/250 sekund. 
De flesta moderna systemkameror har denna typ av slutare. 
De flesta ridåslutare rör sig horisontellt, medan ett litet fåtal har vertikal ridårörelse. Fördelar med vertikal ridå är att den har ett kortare avstånd att överbrygga och därmed är slutaren helt öppen lite längre för blixtsynkronisering, samt att de flesta rörliga objekt man råkar ut för rör sig horisontellt och därmed inte kommer att drabbas av uttänjning eller hoptryckning i den riktningen. Nackdelen är att spänningen av (den mekaniska) slutaren blir lite mer komplicerad.

### Centralslutare
Centralslutaren sitter i objektivets centralplan och fungerar ungefär som en bländare. Den kan inte åstadkomma lika korta slutartider som ridåslutaren. Centralslutaren är vanlig i mellanformatskameror och storformatskameror, men också i kompaktkameror. 
Centralslutare är den vanligaste formen av kameraslutare. Den består av ett antal plåtlameller som på moderna kompaktkameror drivs elektromagnetiskt. Slutaren är placerad nära bländaren i objektivet. Slutaren öppnar sig i stjärnform från objektivets centralaxel och stänger sig igen. 
En klassisk kamera med centralslutare är Hasselblad 500C (C står för centralslutare). Många av Hasselbladkamerans objektiv är försedda med centralslutare, vilket ger blixtsynkronisering på alla slutartider. 
Mätsökarkameror är i regel försedda med centralslutare men det förekommer undantag såsom Leica som har ridåslutare. Likaså har tvåögda spegelreflexkameror centralslutare.

### Jämförelse mellan mekaniska slutartyper
Ingen typ av mekanisk slutare är perfekt för alla uppgifter, vilket inses lätt av att vissa sofistikerade kameror har en typ av slutare och andra har en annan. 

#### Lamellslutare
Centralslutarens stora fördel är att eftersom alla delar av bildytan belyses samtidigt under hela exponeringstiden, kan alla typer av blixt- och lampbelysning synkroniseras med slutarens alla exponeringstider. Exponeringstiden anpassas helt enkelt till ljuskällans styrka. 
Nackdelar är att eftersom (vanligen) alla objektiv måste ha egen centralslutare som dessutom måste spännas automatiskt mellan varje bild, ökas ömtåligheten, komplexiteten och därmed priset för varje objektiv samt totalpriset väsentligt för hela kamerasystemet. Dessutom kan exponeringstiden inte göras hur kort som helst – 1/500 sekund är praktiskt minimum. 
Centralslutaren är särskilt lämplig för fotografering i studio eller annan fast och kontrollerad miljö.

#### Ridåslutare

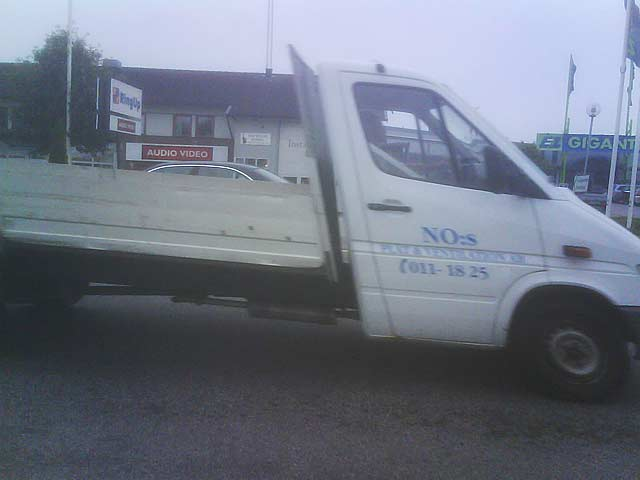
Bil som blivit skev.

Ridåslutarens stora fördel är att exponeringstiden kan göras mycket kort och kopplingen mellan framdragning av film och spänning av slutarmekanismen är mycket enkel, eftersom slutaren sitter i kamerahuset. 
Nackdelar är att blixtar, lysrör och stroboskop är mycket svåra att synkronisera med olika exponeringstider – vanligen rekommenderar tillverkaren en viss given exponeringstid (typiskt mellan 1/30 och 1/250 sekund) för blixfotografier. Dessutom kan korta exponeringstider ge lustiga effekter vid fotografering av snabba objekt som rör sig med eller mot ridåns rörelseriktning. (Objekt som rör sig i samma riktning som ridån blir förlängda i den slutliga bilden, medan de blir förkortade om de rör sig mot ridåns riktning.) Slutligen kan svår kyla sakta ner ridåns rörelse och därmed ge överexponerade bilder. 
Ridåslutare är ett givet val för den rörlige fotografen med inriktning på snabba skeenden och låg vikt på utrustningen.

## Slutarens relation till bländaren
Kameror har även en bländare som också kan användas för att reglera hur mycket ljus som når den ljuskänsliga ytan, men istället för att reglera hur lång tid ljus släpps igenom så reglerar bländaren storleken på den öppning där ljuset släpps igenom. Om man har för lång slutartid och/eller för stor bländare
blir bilden alldeles för överexponerad, till exempel kan en himmel bli helt vit. En slutartid som är för kort, och/eller en bländare
som är för liten, gör istället att bilden blir för underexponerad, alternativt helt svart. Med anledning av detta måste alltid slutarinställningen balanseras mot den bländarinställning man har.

## Långtidsexponering

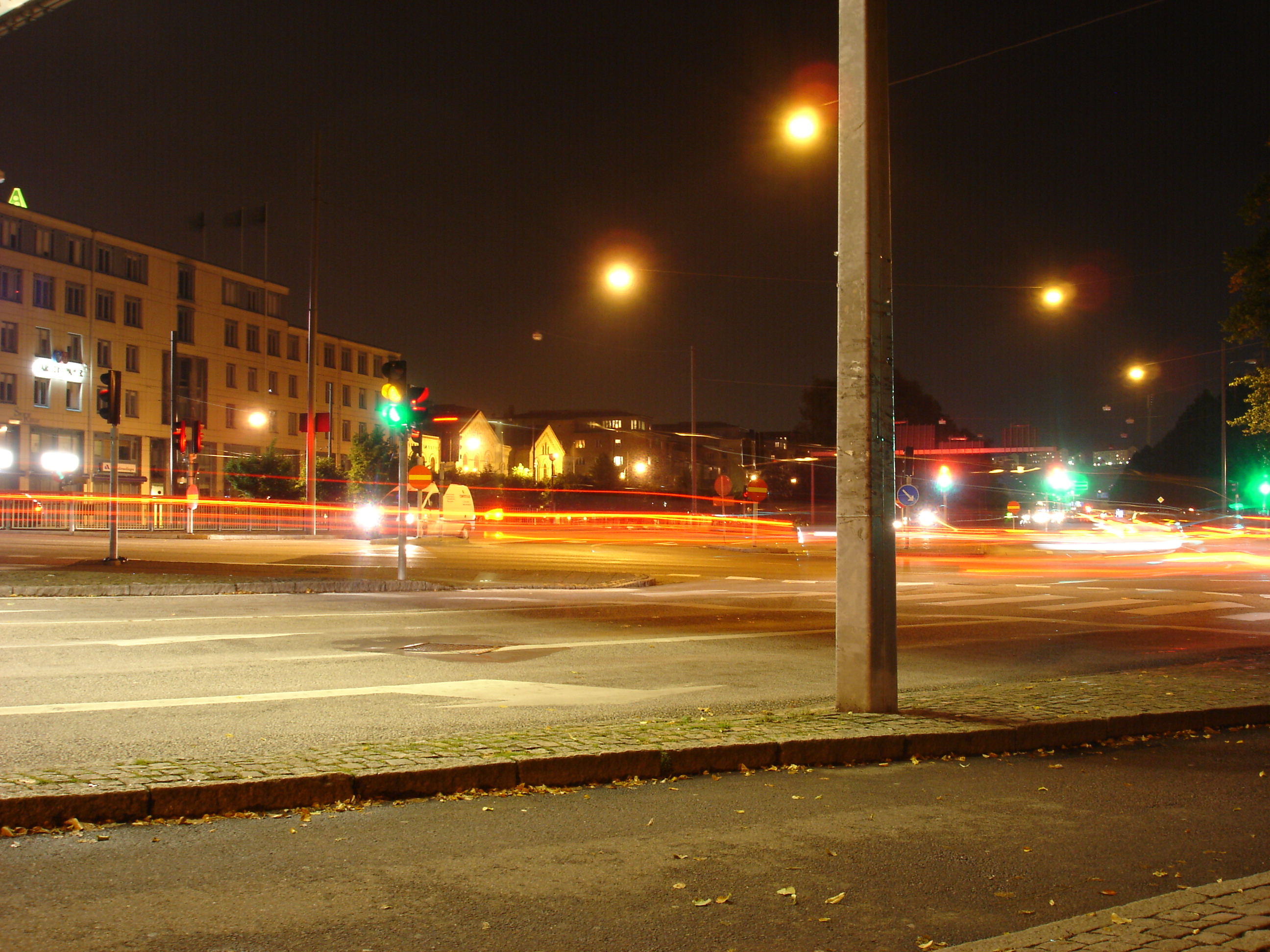
Fotografi taget med 10 sekunders slutartid. Den vita bilen stod still då fotot togs.

En typisk slutartid ligger på en bråkdel av en sekund men ibland – speciellt vid konstnärligt foto – fotograferar man med extremt långa slutartider, flera sekunder eller längre. Detta gör att rörliga föremål blir suddiga och utsmetade över bilden medan statiska föremål återges skarpare. Ljusstarka objekt får dessutom mycket mera utrymme i bilden, så till den grad att när en bil kör förbi, syns egentligen bara lyktorna i bilden. Detta beror på att ljuset från den statiska bakgrunden påverkar bilden under en längre tid – och ger därmed mer ljus – än bilens övriga delar. Långtidsexponering betecknas "B" på systemkamerans funktionsratt och kan på vissa kameror finnas i menyerna. "B" står för Bulb och är egentligen ett arv från fotografins begynnelsetid där fotografen förr klämde på en gummiboll med tillhörande gummislang som var kopplad till kamerans slutare. När fotografen klämde på gummibollen låstes slutaren i öppet läge vilket släppte in ljuset igenom objektivet. När sedan trycket på bollen släpptes stängdes slutaren igen. "B" används när man vill ha längre slutartider än kamerans längsta inställbara tid, standard är 30 sek. 
De riktigt gamla kamerorna var inte utrustade med någon mekanisk slutare så förr fick man helt enkelt sätta ett lock framför objektivet direkt efter exponeringen, räkna det antal sekunder som skulle motsvara den långsamma tiden, och sedan ta bort locket igen.